# زهرة الدم القنواتية
زهرة الدم القنواتية (الاسم العلمي: Haemanthus canaliculatus) هي نوع من النباتات تتبع جنس زهرة الدم من فصيلة النرجسية. تم وصف هذا النوع من النبات علمياً لأول مرة من قبل مارغريت ليفنس سنة 1966.